# Demens - rager det os?
Demens - rager det os? er en dansk dokumentarfilm fra 1995, der er instrueret af Annette Johannesen.

## Handling
Dokumentarprogram til unge mennesker. Filmen fortæller først om hverdagen for tre ældre mennesker, der lider af demens. I anden del af filmen fortæller en ung pige om at have en dement far